# Saturn-Award-Verleihung 1975
Die 2. Saturn-Award-Verleihung fand am 7. Mai 1975 statt. Im Gegensatz zur Erstveranstaltung 1973, die noch als reine Sonderpreisverleihung einzuordnen ist, wurden für die Ur-Kategorien Bester Science-Fiction-Film und Bester Horrorfilm erstmals Nominierungen eingeführt.
Erfolgreichste Produktion mit vier Auszeichnungen wurde Der Exorzist.

## Nominierungen und Gewinner

### Film
| Kategorie                   | Preisträger          | Film                                  | Nominierungen |
| --------------------------- | -------------------- | ------------------------------------- | --- |
| Bester Science-Fiction-Film |                      | … Jahr 2022 … die überleben wollen    | Die Schlacht um den Planet der Affen Der Blob Der Tag des Delphins Die Odyssee der Neptun Der Schläfer Sssnake Kobra Westworld |
| Bester Horrorfilm           |                      | Der Exorzist                          | Arnold Tunnel der lebenden Leichen Wenn die Gondeln Trauer tragen Tanz der Totenköpfe Schlock – Das Bananenmonster Der Schrei des Todes Die Schwestern des Bösen Geschichten, die zum Wahnsinn führen Terror House Der Bucklige vom Horror-Kabinett Theater des Grauens In der Schlinge des Teufels |
| Bester Fantasyfilm          |                      | Sindbads gefährliche Abenteuer        | keine weiteren Nominierungen |
| Bestes Drehbuch             | William Peter Blatty | Der Exorzist                          | keine weiteren Nominierungen |
| Beste Musik                 | Bernard Herrmann     | Sonderauszeichnung für das Gesamtwerk | keine weiteren Nominierungen |
| Beste Spezialeffekte        | Marcel Vercoutere    | Der Exorzist                          | keine weiteren Nominierungen |
| Beste Stop-Motion-Animation | Ray Harryhausen      | Sindbads gefährliche Abenteuer        | keine weiteren Nominierungen |
| Bestes Make-Up              | Dick Smith           | Der Exorzist                          | keine weiteren Nominierungen |
| Bester TV-Film              | Curtis Harrington    | Killer Bees                           | keine weiteren Nominierungen |

### Ehrenpreise
| Kategorie     | Preisträger                                                                   | Film | Nominierungen                |
| ------------- | ----------------------------------------------------------------------------- | ---- | ---------------------------- |
| Special Award | George Pal Charlton Heston Gloria Swanson Fay Wray Don Fanzo C. Dean Anderson |      | keine weiteren Nominierungen |